# Palazzo Ungaro

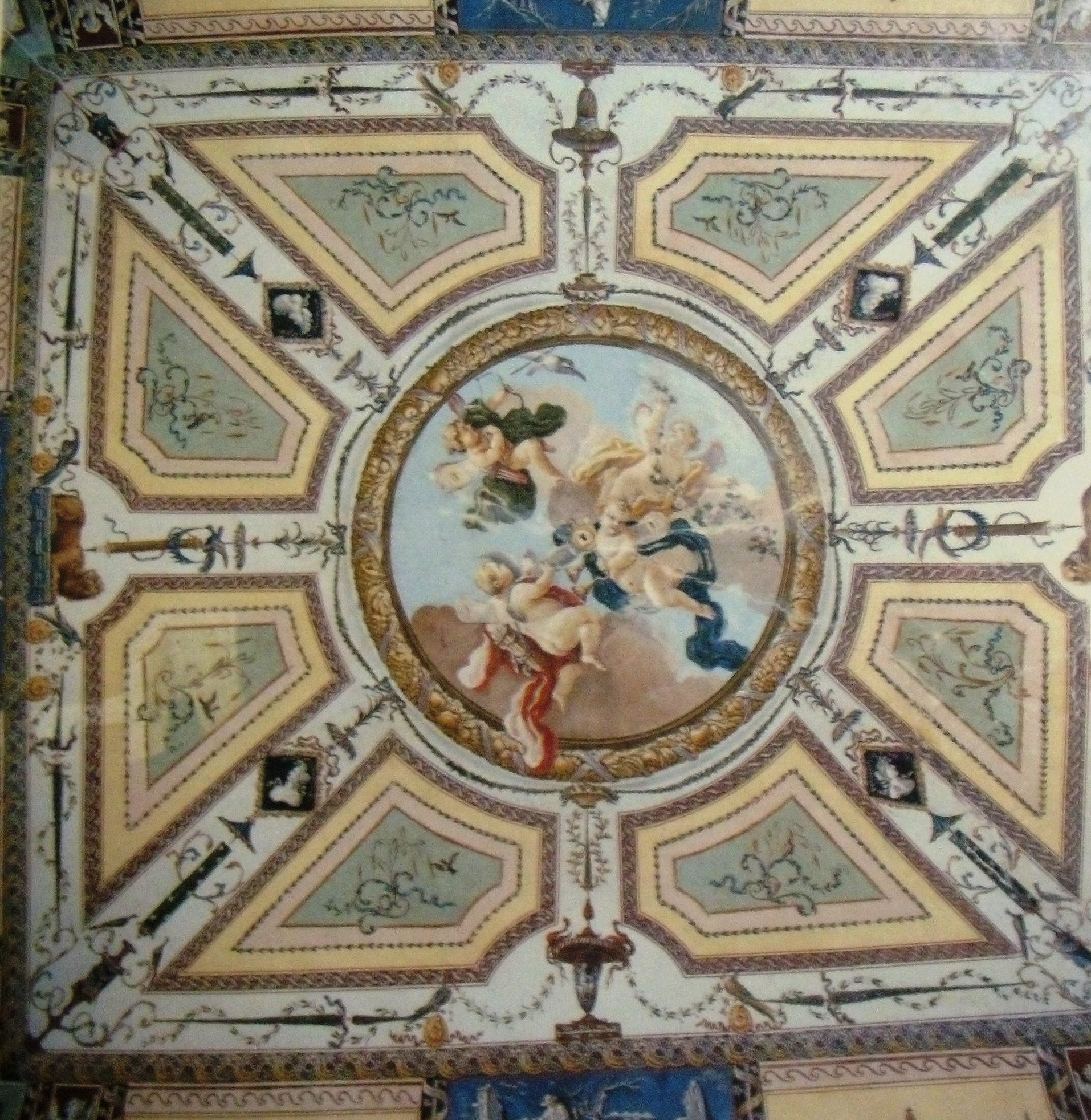
Particolare della volta di una delle sale del palazzo con affreschi attribuiti a Francesco Celebrano.

Palazzo Ungaro è un'architettura civile settecentesca di Cerreto Sannita.

## Storia
L'edificio è nato nel 1780 dalla fusione di due precedenti palazzi, il primo di Alfonso Valletta ed il secondo di Giovan Angelo Mazzacane, ambedue costruiti subito dopo il terremoto che nel 1688 distrusse la Cerreto antica. 
L'unificazione delle due unità abitative si deve agli Ungaro che iniziarono ad abitarlo nel 1726 quando il Conte Carafa donò a Giulio Ungaro la porzione del complesso appartenuta precedentemente ai Valletta, come riconoscenza per l'ottimo lavoro svolto nel ruolo di Governatore della contea. 
Gli Ungaro, che possedettero il palazzo sino all'estensione della casata avvenuta nella metà del '900, abbellirono il piano nobile con oreficerie, dipinti, dorature, arazzi ed affreschi.
Nell'edificio nacque Michele Ungaro, primo Presidente della Provincia di Benevento dopo l'unificazione italiana. 
All'interno di questo palazzo il 3 marzo 1881 si tenne l'assemblea costitutiva della "Società di Mutuo Soccorso fra gli Operai di Cerreto Sannita".

## Descrizione
La costruzione originaria è stata più volte modificata specie con gli interventi di ristrutturazione successivi al terremoto del 1980.
I due grandi portali di ingresso corrispondono agli ingressi dei due palazzi uniti dagli Ungaro alla fine del '700: a destra è l'ala Mazzacane mentre a sinistra è l'ala Valletta.
Alcune sale del piano nobile posseggono delle decorazioni ad affresco attribuite a Francesco Celebrano. Lungo le pareti sono raffigurate in tinta monocroma blu delle scene di cultura popolare mentre nella volta sono illustrati dei putti.
Le grottesche presentano anche alcune analogie con quelle della Reggia di Caserta. 
Nel giardino era sita una fontana in pietra lavorata che nel secondo dopoguerra è stata divelta, smembrata ed in parte ricomposta lungo la Strada Provinciale Cerreto - Telese (Fontana di Monsignore).